# Patricia Owens
Patricia Molly Owens (17 de janeiro de 1925 – 31 de agosto de 2000) foi uma atriz americana nascida no Canadá que trabalhava em Hollywood. Ela apareceu em cerca de 40 filmes e 10 episódios de televisão em uma carreira que durou de 1943 a 1968.

## Trabalhos iniciais
Owens mudou-se do Canadá para a Inglaterra ainda criança. Aos 18 anos, ela fez sua estreia no cinema na comédia musical Miss London Ltd. No ano seguinte, ela teve um pequeno papel na sátira social de Harold French, English Without Tears. Sua carreira continuou assim por alguns anos, com Owens conseguindo papéis cada vez maiores no cinema.
Sua carreira recebeu um impulso quando ela foi vista por um executivo da 20th Century Fox enquanto atuava em uma produção teatral de Sabrina Fair, e lhe foi oferecido um teste de tela. O resultado foi um contrato com o estúdio e uma mudança para Hollywood. Seu primeiro filme americano foi Island in the Sun (1957), seguido por No Down Payment, ambos para a Fox, após o qual Owens foi emprestada à Warner Bros. para aparecer no drama aclamado pela crítica Sayonara (1957).

## Sucesso emThe Fly
Owens passou o resto de 1957 trabalhando principalmente por empréstimo, mas uma produção de sucesso da Fox garantiu seu papel mais conhecido, como Hélène Delambre, esposa do cientista André Delambre em The Fly (1958). Owens carregou grande parte da narrativa do filme de terror, que foi amplamente apresentada em flashback do ponto de vista de sua personagem.
Nenhum dos filmes subsequentes de Owens alcançou o mesmo nível de sucesso de The Fly. Ela co-estrelou o filme de guerra de 1960, Hell to Eternity, e em 1961 apareceu no drama surrado de POW/Jungle Chase, Seven Women from Hell. Owens fez aparições ocasionais na televisão, em séries como Perry Mason e Burke's Law, mas estas eram relativamente raras. Owens estrelou o episódio de 1959 "The Crystal Trench" da série Alfred Hitchcock Presents. Ela também participou de um episódio de Tales of Wells Fargo intitulado "Assignment In Gloribee" em 1962. Ela interpretou uma bostoniana tensa e cínica que é enviada para o oeste para escrever uma crítica "favorável" do oeste, em em nome do Wells Fargo.
Em 1964, ela teve um ótimo desempenho como uma mulher bonita, mas assassina, de sangue frio, que usa os homens para sua satisfação no episódio S9E32 "Scott Free" da série de faroeste da TV Gunsmoke.

## Aposentadoria
Em 1965, Owens estava trabalhando em Black Spurs, um B-Western produzido por A. C. Lyles, que era conhecido por usar estrelas mais antigas nesse gênero. Ela se aposentou do cinema em 1968 depois de retratar o interesse amoroso no thriller de espionagem de baixo orçamento The Destructors. Mais tarde naquele mesmo ano, ela fez sua última aparição profissional em um episódio televisivo de Lassie.

## Vida pessoal
Owens foi casada e divorciada três vezes. Seu primeiro marido, o produtor e roteirista Sy Bartlett, e ela se casaram em 1956 e permaneceram juntos por dois anos. Em seguida, ela se casou com Jerome Nathanson em 1960, e eles tiveram um filho antes do divórcio em 1961. Seu terceiro casamento foi com John Austin de 1969 até o divórcio em 1975.

## Filmografia parcial
- Miss London Ltd. (1943) – Miss Londres (sem créditos)
- English Without Tears (1944) – Garota recebendo autógrafo (sem créditos)
- Give Us the Moon (1944) – Camareira (sem créditos)
- One Exciting Night (1944) – Papel Menor (sem créditos)
- While the Sun Shines (1947) – Papel Menor (sem créditos)
- Things Happen at Night (1948)
- Panic at Madame Tussaud's (1948) – Phyllis Edwards
- Paper Orchid (1949) – Mary MacSweeney
- Bait (1950) – Anna Hastings
- The Happiest Days of Your Life (1950) – Angela Parry
- Old Mother Riley, Headmistress (1950) – Garota
- Mystery Junction (1951) – Mabel Dawn
- Crow Hollow (1952) – Salgueira
- Ghost Ship (1952) – Joyce – Garota Festeira
- House of Blackmail (1953) – Joan
- Os Cavaleiros da Távola Redonda (1953) – Lady Vivien (sem créditos)
- The Good Die Young (1954) – Winnie (sem créditos)
- A Stranger Came Home (1954) – Blonde
- Tale of Three Women (1954) – Loira (segmento "Final Twist' história)
- Windfall (1955) – Connie Lee
- Colonel March Investigates (1955, Série de TV) – Betty Hartley
- Alive on Saturday (1957) – Sally Parker
- Island in the Sun (1957) – Sylvia Fleury
- No Down Payment (1957) – Jean Martin
- Sayonara (1957) – Eileen Webster
- The Law and Jake Wade (1958) – Peggy
- The Fly (1958) – Helene Delambre
- The Gun Runners (1958) – Lucy Martin
- These Thousand Hills (1959) – Joyce
- Five Gates to Hell (1959) – Joy
- Hell to Eternity (1960) – Sheila Lincoln
- Seven Women from Hell (1961) – Grace Ingram
- X-15 (1961) – Margaret Brandon
- Gunfight in Black Horse Canyon (1961, filme para TV) – Katherine (filmagem de arquivo)
- The Untouchables (1963, Episódio: "The Charlie Argos Story") – Marcy Devon
- Walk a Tightrope (1964) – Ellen Sheppard
- Black Spurs (1965) – Clare Grubbs
- The Destructors (1968) – Charlie